# Addison, Texas
Addison là một thị trấn thuộc quận Dallas, tiểu bang Texas, Hoa Kỳ. Năm 2010, dân số của thị trấn này là 13056 người.

## Dân số
- Dân số năm 2000: 14166 người.
- Dân số năm 2010: 13056 người.